# Tighassaline
Tighassaline  (in arabo تيغسالين‎?) è un centro abitato e comune rurale del Marocco situato nella provincia di Khénifra, regione di Béni Mellal-Khénifra. Conta una popolazione di 15 204 abitanti (censimento 2014).